# Edvin Medvind
Edvin Medvind var den första skiva som bob hund gjorde, men vinylsingeln kom inte förrän efter bob hund (album 1993). De började med att spela in några få låtar, 1992, på en kassettspelare. Singeln gavs ut  1994. Det finns bara 480 kopior av vinylsingeln, men det finns nummer upp till 600. Singeln blev slutsåld 1996, men den kan köpas på  skivmässor och auktionssajter. The Nomads har gjort en cover på låten Edvin Medvind.

## Låtlista
1. Edvin Medvind
2. Nödrim
3. Fotoalbumet